# سوغا نو أوماكو
سوغا نو أوماكو (باليابانية: 蘇我馬子) عاش (551؟-626 م) من زعماء عشيرة «سوغا»، والتي سيطر أبناءها على مقاليد الحكم في اليابان أثناء «فترة أسوكا». كان وراء تنصيب الإمبراطورة «سوئيكو»، ثم ولي عهدها الأمير «شوتوكو» حتى يخلوا له الجو. قاد الإصلاحات الأولى، كانت خطه تقوم على تزويج بناته من أبناء العائلة الإمبراطورية ليرسخ العلاقة بين عشيرته مع البلاط الحاكم.